# Lennie Tristano
Leonard Joseph "Lennie" Tristano (Chicago, 19 de marzo de 1919 - Nueva York, 18 de noviembre de 1978) fue un pianista estadounidense, compositor, arreglista y profesor de improvisación de jazz.
Tristano estudió la licenciatura y maestría en música en Chicago antes de mudarse a la ciudad de Nueva York en 1946. Empezaría a tocar con músicos importantes de bebop y posteriormente formaría sus propias agrupaciones, en las que pronto plasmaría algunos de sus intereses tempranos: interacción contrapuntística de instrumentos, flexibilidad armónica y complejidad rítmica. En 1949 su quinteto grabó las primeras improvisaciones libres y grupales de jazz, que después serían consideradas como parte del origen e influencia del free jazz. Las innovaciones de Tristano continuaron en 1951, con los primeros overdubs de jazz improvisados y dos años más tarde también con una pieza atonal improvisada en piano en la que el desarrollo de la misma se basaba más en motivos que en armonías. En la década de 1960 Tristano profundizaría en la polirritmia y el cromatismo, sin embargo hoy en día existen pocas grabaciones de lo mencionado.
A principios de la década de 1940 Tristano empezó a impartir clases de música, especialmente improvisación de jazz, y para mediados de la década de 1950 se desempeñaba más como profesor de música que como intérprete. Su forma de impartir música la llevaba a cabo por medio de estructura y disciplina, lo cual era inusual en la educación musical del jazz de esas épocas. Su rol como profesor a lo largo de tres décadas, le llevarían a ser una fuerte influencia para sus estudiantes, mismos que se verían atraídos por el mundo del jazz, incluyendo a saxofonistas como Lee Konitz y Warne Marsh, al guitarrista Joe Satriani o al pianista y profesor de música Dave Frank.
Músicos y críticos varían en la apreciación hacia la figura de Lennie Tristano. Algunos describen su forma de tocar el piano como fría y opinan que sus innovaciones tuvieron poco impacto; otros afirman que Tristano hizo de puente entre el bebop y las formas que más tarde desembocarían en el free jazz, además de opinar que ha sido infravalorado por los críticos musicales dado que encontraron difícil categorizarlo dentro del jazz y porque optó por la vía no comercial en la música.

## Primeros años
Tristano nació en Chicago el 19 de marzo de 1919. Su madre, Rose Tristano (née Malano), también nació en Chicago. Su padre, Michael Joseph Tristano, nació en Italia y se trasladó a Estados Unidos apenas siendo un niño. Lennie era el segundo de cuatro hermanos.
Lennie comenzó a tocar en el piano de la familia a los dos o tres años de edad. Tomó lecciones de piano clásico cuándo tenía ocho, pero indicó más tarde que dichas lecciones habían obstaculizado su desarrollo musical más que impulsarlo. Tristano tuvo problemas visuales desde que nació, posiblemente como consecuencia de que durante el embarazo su madre fue afectada por la pandemia de gripe de 1918. A los seis años de edad, un brote de sarampión pudo haber agravado aún más su condición. A causa de lo mencionado, ya por la edad de los nueve o diez años se había quedado totalmente ciego como resultado de un glaucoma. Lennie inicialmente tomaba clases en escuelas comunes estatales, pero tuvo que cambiarse a la escuela para ciegos en Jacksonville, Illinois alrededor de la década de 1928. Durante su vida como estudiante ya tocaba varios instrumentos, incluyendo saxofón, trompeta, guitarra, y batería. A la edad de once comenzó sus primeras actuaciones tocando el clarinete en un burdel.
Tristano cursó la licenciatura en música por parte del American Conservatory of Music en Chicago de 1938 a 1941, y permanecería durante dos años más para tomar estudios posteriores, a pesar de abandonarlos antes de completar la maestría. Uno de sus tías trató de ayudar a Tristano tomando apuntes de lo que se veía en la universidad para que él siguiera al tanto de los cursos.

## Vida adulta y carrera

### Década de 1940
A inicios de 1940 Tristano tocó saxofón tenor y piano en diversos lugares, incluyendo una banda de rumba.  Y por los mismos años comenzó a impartir lecciones privadas de música paralelamente, incluyendo como uno de sus estudiantes al saxofonista Lee Konitz. De 1943 Tristano también fue docente en la Escuela de Música Popular Axel Christensen. Recibió por primera vez atención de los medios de comunicación por sus labores en el piano a principios de 1944, apareciendo en la revista de música Metronome en Chicago de ase mismo año, y después también lo haría en la revista Down Beat en 1945. En el mismo año grabó con algunos músicos de la banda de Woody Herman; Tristano ''sobresale en esas grabaciones por sus armonías extendidas'', melodías rápidas, y acordes bloque (block chords)." También grabó unas piezas a piano en el mismo año. Tristano a su vez contrajo matrimonio en 1945; su mujer era Judy Moore, que también era músico, y cantaba con Tristano al piano a mediados de la década de 1940 en Chicago.
El interés en la música jazz que tenía Tristano lo animó para mudarse a la ciudad de Nueva York en 1946. Como paso preliminar para mudarse allí,  se quedó un tiempo en Freeport, Long Island, donde trabajó como músico en un restaurante junto a Arnold Fishkin (contrabajo) y Billy Bauer (guitarra). El trío, con un surtido de contrabajistas que substituían constantemente a Fishkin, grabó en los años 1946-47. Los analistas musicales de la época subrayaban la originalidad del contrapunto entre la guitarra y el piano además de la forma en el que trío abordaba la armonía. Gunther Schuller más tarde describió una de sus grabaciones como "demasiado adelantadas para su época" refiriéndose a su libertad armónica y complejidad rítmica.

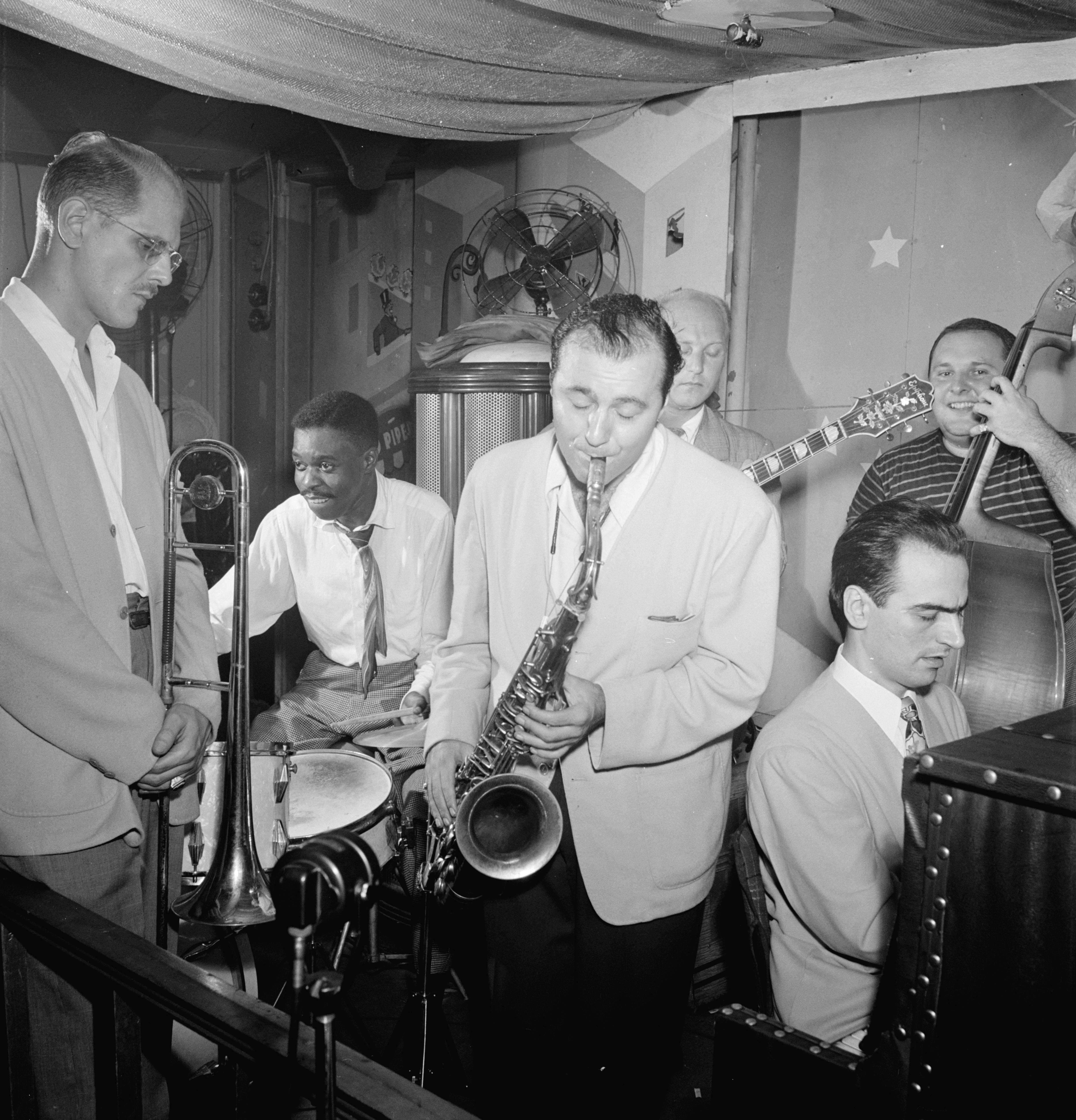
Bill Harris, Denzil Best, Flip Phillips, Billy Bauer, Lennie Tristano, Chubby Jackson. Pied Piper - Ciudad de Nueva York, septiembre de 1947.

La primera vez que Lennie Tristano tuvo contacto con el saxofonista Charlie Parker fue en 1947.  Tocaron ambos en el mismo año para la radio junto a bandas que incluían a músicos de bebop como el trompetista Dizzy Gillespie y al batería Max Roach. El pianista se percató de que a Parker le gustaba su forma de tocar, en parte porque era diferente a lo que Parker estaba acostumbrado y a que no copiaba el estilo de ejecución de los saxofonistas. En 1948 Tristano comenzó a tocar menos en clubes, e integró al saxofón Konitz y a un batería a su banda, convirtiendo lo que era un trío a un quinteto. Esta banda grabó el primer álbum para lo que sería un nuevo sello discográfico de jazz que más tarde se llamaría Prestige Records. Más tarde en el mismo año Warne Marsh, otro estudiante de saxofón de Tristano, se integraría a la banda.
La banda de Tristano tuvo dos sesiones más de grabación que fueron importantes en 1949. El sexteto grabó composiciones originales, incluyendo las canciones "Wow" y "Crosscurrent", que estaban basadas en armonías conocidas; los críticos señalaron la linealidad de las interpretaciones y su alejamiento del sonido del bebop. Sin un batería, los músicos también grabaron las primeras improvisaciones libres grupales "Intuition" y "Digression". Para esas grabaciones se planeó la secuencia en que los músicos se irían ensamblando a la grabación, y cómo se irían aproximado a las entradas, sin embargo fue lo único planeado; la armonía, la melodía, el tono de las canciones, el compás, el tempo y el ritmo no estaba planeados y fueron improvisados. Los cinco músicos mantuvieron la cohesión musical por medio de interacción con contrapunto. Las dos piezas fueron muy bien recibidas por la crítica, a pesar de que su publicación se retrasó – "Intuition" fue publicada en los años de 1950, y "Digression" no fue hasta 1954. Charlie Parker y el compositor Aaron Copland estaban impresionados. Otros tantos músicos de la época, sin embargo, recibieron la música de Tristano como demasiado progresiva y fría, pronosticaron además que no sería popular entre el público.
El sexteto tuvo dificultades para encontrar presentaciones, pero cuando tocaron en el club de jazz Birland en el evento llamado "A Journey Through Jazz", obtuvieron un contrato de cinco semanas con aquel club, y les procuró presentaciones en varios otros lugares al noreste de los Estados Unidos a finales de 1949.  Tocaron piezas de improvisación libre en las presentaciones, así como fugas de Johann Sebastian Bach, pero con el tiempo encontrarían dificultades para mantener la libertad que habían tenido en seleccionar su repertorio durante las presentaciones.

### Década de 1950
Con cambios ocasionales de miembros, el sexteto continuó con presentaciones en 1951. En el mismo año, la ubicación en donde Tristano impartía las lecciones musicales cambió de su casa en Flushing, Long Island a un desván en Manhattan, una parte del mismo se había convertido en un estudio de grabación. Esto también sirvió para sesiones de jam donde frecuentemente acudían diversos músicos invitados. La dirección de tal lugar se convirtió el título de uno de sus temas – "317 East 32nd Street". En aquellas fechas Tristano también empezó a grabar con el sello discógrafico Jazz Records, por medio de la cual se publicaron los temas "Ju-ju" y "Pastime" en un vinilo de 45 RPM en el año 1952 antes de que Tristano abandonara el proyecto debido a no tener mucho tiempo disponible y a problemas de distribución. Las dos pistas eran de una sesión de trío junto al bajista Peter Ind y el batería Roy Haynes, contenido grabado posteriormente de partes adicionales de piano se añadió más tarde por Tristano usando la técnica grabación, entonces innovadora, de overdubbing. Peter Ind lo describió como la primera grabación con overdubbing de jazz improvisado. Los primeros críticos no se dieron cuenta de que en las grabaciones había overdubbing. Mientras tanto el estudio de grabación de Tristano permaneció activo, y fue el lugar de las primeras sesiones de grabación de Debut Records, sello cofundado por Roach y el bajista Charles Mingus.
En 1952 la banda de Tristano tuvo presentaciones ocasionales, incluso como quinteto en Canadá. En el verano de aquel año, Konitz se unió a la banda de Stan Kenton, separándose y rompiendo el núcleo del ya duradero quinteto/sexteto de Tristano, a pesar de que el saxofonista tocaba aún de vez en cuando con Tristano.
En el año 1953, junto a Dizzy Gillespie, Charlie Parker, Charles Mingus y Max Roach, Tristano fue tomado en cuenta para formar un grupo que daría un concierto en el Massey Hall en Toronto, el grupo sería llamado ''El Quinteto''. Sin embargo Tristano rechazó la invitación y sugirió a Bud Powell como pianista argumentando que este era más apropiado para encajar con el estilo de los otros integrantes.
La grabación de Tristano  "Descent into the Maelstrom" de 1953 fue otra innovación. Fue un retrato musical del cuento corto de Edgar Allan Poe del mismo título, y era una pieza improvisada al piano que utilizó grabación multipista y no tenía una estructura armónica preconcebida, en vez de eso se basaba en el desarrollo de motivos musicales. Su atonalidad anticipó el trabajo posterior de pianistas como Cecil Taylor o Borah Bergman.
En el año siguiente el sexteto de Tristano participó en el primer Festival de Jazz de Newport. Lo que debió ser su única aparición en un festival de jazz –él los consideraba demasiado comerciales. Marsh dejó la banda en el verano de 1955.
Tristano grabó su primer álbum para Atlantic Records en 1955;  donde se le permitió tener el control total del proceso de grabación y de lo que devendría en el resultado final a publicar. El álbum epónimo incluía piezas solistas y con trío, además contuvo experimentos innovadores con grabación multipista ("Requiem" y "Turkish Mambo") y con cinta acelerada ("Line Up" y "East 32nd"). El uso del overdubbing y la manipulación de la cinta fue polémica para algunos críticos y músicos de la época. "Requiem", fue un tributo a Charlie Parker, quien había muerto poco tiempo antes, tiene un profundo sentimiento de blues – un estilo que comúnmente no se asocia a Tristano. Para "Line Up" y "East 32nd", "el uso de la armonía cromática lo entronó como pionero en la expansión del vocabulario armónico dentro de la improvisación de jazz", en palabras de biógrafo Eunmi Shim.
A mediados de 1950 Tristano centró más sus energías en la educación musical. En 1956 tuvo que dejar su estudio de Manhattan; establecería uno nuevo en Hollis, Queens. Algunos de sus principales estudiantes se mudaron a California después de que la locación de Tristano fue reubicada. Esto, aunado a la separación con su mujer en el mismo año debido a que Tristano le fue infiel, lo alejó de la escena musical de Nueva York. Dio menos conciertos que antes, pero en 1958 tuvo el primero de los que a veces serían largos contratos con el Half Note Club de Nueva York, después de que los dueños le persuadieran para dar presentaciones, en parte porque reemplazaron su piano Steinwaycon un nuevo Bechstein que fue elección de Tristano. Más tarde, a finales del 1950 e inicios de 1960, los músicos más populares del club serían John Coltrane, Zoot Sims, y Lennie Tristano: "Coltrane trajo en las masas, Zoot trajo a los músicos y Lennie trajo a los intelectuales." En 1959 el quinteto de Tristano volvió a presentarse en Canadá.

### Décadas de 1960 y 1970
El segundo álbum de Tristano para Atlantic Records fue grabado en 1961 y se publicaría al año siguiente. ''The New Tristano'', como destacaba en su portada, incluía por completo piezas para piano solista, además de no usar la técnica de grabación de overdubbing o alguna otra forma manipulación de la cinta. Las piezas contienen líneas de bajo en la mano izquierda, mismas que interactúan y hacen una estructura a modo de contrapunto junto a la ejecución que hace la mano derecha; también hacen aparición acordes bloque, armonías no del todo definidas y ritmos contrastantes. Otras grabaciones a piano solista de Tristano realizadas en 1961 no fueron publicadas sino hasta la década de 1970.
Tristano y su mujer se divorciaron formalmente en el año 1962. Su hijo, Steve, quién nació en 1952, vio a su padre una sola vez después de la primera separación del matrimonio en 1956. Tristano se volvió a casar a principios de la década de 1960. Su segunda mujer fue Carol Miller, una de sus estudiantes, con quien tuvo un hijo, Bud, y dos hijas, Tania y Carol. Tristano se divorciaría por segunda vez en el año 1964, y más tarde perdería la custodia de sus hijos.
En 1964 el pianista reformó su quinteto con Konitz y Marsh para cumplir un contrato por dos meses con el club de jazz Half Note, el quinteto también realizó más presentaciones en Canadá. Posteriormente perdiendo a Konitz, se presentarían como cuarteto en Toronto una vez más al año siguiente. Tristano se presentaría de vez en cuando en el Half Note Club hasta mediados del 1960, y comenzó a dar conciertos en Europa en 1965. Sus presentaciones en Europa eran principalmente como pianista solista, y el estilo que mantenía en ellas se aferraba al de su álbum The New Tristano.  Dio conciertos junto a Ind y otros músicos en Reino Unido en 1968; fueron bien recibidos y Tristano regresó a su país al año siguiente. Su última presentación pública en Estados Unidos sería en 1968.
Tristano declinó ofertas de trabajo para presentaciones en el año 1970; explicó que no le gustaba viajar, y que la carrera de músico concertista no era algo que estaba en sus planes. Continuó como profesor de música, y ayudó a organizar conciertos para algunos de su estudiantes. Otro álbum, Descent into the Maelstrom se publicaría en 1970; y contenía las grabaciones realizadas entre 1951 y 1966.
Lennie Tristano tuvo una serie de enfermedades en la década de 1970, incluyendo dolor de ojos y enfisema (fue fumador durante casi toda su vida). Murió de un ataque al corazón el 18 de noviembre de 1978 en su casa del barrio de Jamaica en Queens, Nueva York.

## Personalidad y opiniones musicales
En opinión de Peter Ind, Tristano "era siempre tan apacible, tan simpático y tan relajado al hablar su franqueza podía resultar desconcertante." Los demás también se percataban de su franqueza, incluyendo entre ellos al bajista Chubby Jackson, quién una vez comentó que Tristano no tenía casi ningún rasgo de tacto hacia las personas y que no le preocupaba ser grosero o hacer sentir incompetentes a los demás.  Algunos de sus estudiantes lo describían como ''mandón'', pero otros opinaban que esa impresión provenía de su exigente disciplina al enseñar y preparar a sus estudiantes en la música.
El escritor Barry Ulanov en 1946 señaló que Tristano "No se conformaba sólo con sentir algo, [...] él tenía que explorar las ideas y experimentarlas, tenía que meditarlas cuidadosa, exhaustiva y lógicamente hasta que plenamente pudiera entenderlas y luego retenerlas." Tristano criticó la corriente de free jazz que se desató en la década de 1960, debido a ésta tener carencia de lógica musical y también por expresar emociones negativas. "Si sientes enojado con alguien vas y le pegas en la nariz– no intentas tocar música molesta",  comentó; "Tienes que expresar lo positivo. La belleza es una cosa positiva ."  Él amplió esto, distinguiendo la emoción aparte del sentimiento, y señaló que interpretar una emoción particular era egoísta y carente de sentimiento.
Tristano también se quejó sobre la comercialización del jazz, lo percibía como el abandono de la parte artística con el fin de ganarse la vida dando conciertos. Los críticos posteriores opinaron que los argumentos de Tristano ignoraron la libertad que se le dio en Atlantic Records y que más bien culpaba a otros de lo que, en muchos casos, fueron acontecimientos que a él le sucedieron en su carrera.

## Influencias y estilo
Los saxofonistas Charlie Parker y Lester Young fueron influencias importantes para el desarrollo de Tristano. Otra figura importante fue el pianista Art Tatum: Tristano practicaba piezas de piano solista de Tatum a inicios de su carrera, antes de que gradualmente se alejara de sus influencias en búsqueda de su estilo propio. El pianista de bebop Bud Powell también influyó en la forma de tocar y de impartir de Tristano, de él admiraba su expresión y su forma de articular en el piano.

El entendimiento avanzado de Tristano en armonía, impulsó su música más allá de las complejidades del movimiento contemporáneo del bebop: desde sus primeras grabaciones, trató de desarrollar armonías que eran inusuales para la época. Su forma de tocar ha sido catalogada dentro del cool jazz, sin embargo esta etiqueta no logra abarcar el estilo de Tristano. El biógrafo Eunmi Shim resumió cómo a lo largo de los años fue cambiando la forma de tocar de Tristano:
Las grabaciones del trío en el año de 1946 muestran un nuevo enfoque en la interacción lineal entre el piano y la guitarra, resultando en contrapunto, polirritmia, y armonías superpuestas entre sí. Las grabaciones del sexteto en 1949 destacan por el coherente ensamblaje entre las interpretaciones y los solos, adicionalmente, las improvisaciones libres se basaron en interacciones espontaneas entre la banda partiendo desde el contrapunto como principio. En la década de 1950 Tristano empleó un concepto avanzado dentro de la improvisación jazz llamado: side-slipping u outside, el cual creaba una forma de bitonalidad temporal, esto sucedía cuando la armonía cromática estaba superpuesta sobre las progresiones armónicas habituales. Tristano intensificó el uso que ya estaba haciendo del contrapunto, de la polirritmia, y del cromatismo en la década de 1960[.]
Grove Music hizo observaciones sobre algunos aspectos del estilo de Tristano que eran diferentes del jazz más moderno: "Más que los acentos irregulares de bop, Tristano prefirió un fondo rítmico sobre el cual se pudiera concentrar en línea y poder enfocar los complejos cambios en la forma de tiempo. Típicamente, sus solos eran extraordinariamente muy extendidos, cadenas angulares de casi corcheas iguales provistos de sutiles desviaciones rítmicas y efectos politonales abrasivos. Fue un experto en el uso de diversos niveles del tiempo doble y era amo de los acordes estilo bloque".
Un allegado de Tristano, el pianista Ethan Iverson señaló que, "Como pianista, Tristano estaba en la cima de la realización técnica. Nació prodigio y trabajó incansablemente para mejorar." Tristano "tenía unas, aparentemente pequeñas, pero extremadamente flexibles manos flexibles, las cuales podía expandir a niveles fenomenales", lo que le permitía alcanzar intervalos muy grandes.

## Enseñanza
Tristano está considerado uno de los primeros educadores en el jazz, especialmente en improvisación, de forma estructurada. Enseñó a diferentes músicos, independientemente del instrumento que ejecutaran y estructuró lecciones para conocer las necesidades individuales de cada uno. las lecciones eran típicamente de entre 15 y 20 minutos de duración. No impartió solfeo o las características de los diversos estilos de jazz, en vez de eso fomentó a sus alumnos a encontrar y expresar sus propios sentimientos musicales, o su propio estilo.
Elementos fundamentales para el aprendizaje de un estudiante fueron: tener el conocimiento de las escalas musicales (principalmente escalas diatónicas) y también fundamentos en armonía. Una de las herramientas de enseñanza a menudo utilizadas por Tristano, incluyendo las escalas, era el uso del metrónomo. El estudiante colocaba el metrónomo en un nivel lento inicialmente, y gradualmente iba aumentando la velocidad, permitiéndole así desarrollar un sentido del tempo, junto a la capacidad de colocar cada nota en el lugar deseado.
Tristano estimuló a sus estudiantes a aprender las melodías de los estándares de jazz por medio de cantarlas, posteriormente tocándolas, para después transportarlas y tocarlas en los doce tonos diferentes. También a menudo ponía a los estudiantes a cantar y a tocar los solos de las figuras más conocidas del jazz, incluyendo a Parker y Young. Algunos de sus estudiantes primero cantaban los solos en velocidad lenta; y finalmente podían cantarlos y tocarlos a velocidad normal. Tristano recalcó al estudiante que no imitara a otros artistas, pero que debería utilizar la experiencia de ellos para obtener una visión del sentimiento musical por medio de lo que le transmitía. Tales actividades subrayaron el valor del entrenamiento auditivo, y la idea de que sentir era fundamental para la expresión musical. Todo esto incluyó también improvisar durante las clases.

## Legado
Los críticos discrepan en la importancia de Tristano dentro de la historia de jazz. Max Harrison indicó que el pianista tenía poca influencia más allá de su propio grupo de músicos; Robert Palmer, opinó que Lennie fue crucial en la evolución del jazz moderno de los años 40 hacia los estilos más libres de décadas posteriores; Y Thomas Albright coincidía con que su improvisación preparó y desarrolló un nuevo terreno en la historia de la música.
Elementos tempranos del estilo de Tristano – contrapunto, rearmonizaciones, y tiempo estricto– influenciaron Birth of the Cool de Miles Davis, la forma de tocar del saxofonista Gerry Mulligan y del pianista Dave Brubeck. Las primeras actuaciones que eran más sentimentales de Tristano, también influyeron en el estilo del pianista Bill Evans, quién también utilizó las técnicas de grabación de multipista y overdubbing en sus grabaciones después de que Tristano hubiera experimentado con ellas. El músico de avant-grade jazz Anthony Braxton a menudo ha citado a Tristano y algunos de sus estudiantes como sus influencias.
El pianista Mose Allison dijo que Tristano y Powell "fueron los fundadores de la ejecución del piano moderno, y casi todos los músicos tenían influencia de uno o del otro." Albright citó a Tristano como una influencia de los pianistas Paul Bley, Andrew Hill, Mal Waldron y Taylor. Después de la muerte de Tristano, el piano en el jazz adoptó cada vez más aspectos similares a la forma que tenía de tocar Lennie en sus inicios, según la opinión de Ted Gioia: "los músicos más jóvenes llegaban a los mismos puntos finales no porque hubieran escuchado a Tristano [...] sino porque estos desarrollos eran extensiones lógicas en Idioma moderno del jazz ".
En la opinión de Ind, el legado de Tristano fue "lo que aportó técnicamente al vocabulario del jazz y su visión del jazz como arte musical serio". El resumen de la enciclopedia Grove Music's fue "La influencia de Tristano se siente con más fuerza en el trabajo de sus mejores alumnos [...] y en su ejemplo de gran mentalidad y perfeccionismo, características que fundamentaron al jazz en los más altos estándares de la música como arte". Shim también recalcó su enseñanza como parte del legado: su enfoque en la enseñanza del jazz se ha convertido en modelo a seguir; y "el gran número de estudiantes a los que enseñó, que fácilmente puede exceder los mil "ligado a los que van a emplear lo que aprendieron en su propio estilo, ilustran su influencia. La enseñanza de Tristano también influyó en el arte del pintor Robert Ryman, quien tuvo clases de música con el pianista: "La técnica de Ryman no sólo es paralela a la música en general sino que comparte los principios del cuidado en el detalle cinestésico y multisensorial que caracterizó la enseñanza de Lennie Tristano".
Shim expresa que la subestimación habitual hacia la figura de Tristano tiene que ver en parte a que su estilo es inusual y que es también demasiado difícil de categorizar, para los críticos de jazz . Ind también consideraba que la reputación de Tristano se infravaloró: "Se mantuvo firme con sus convicciones y no se comercializó. Su dedicación, al lado de la falta de valoración general por parte de muchos críticos de jazz, llevó inevitablemente a Tristano a ser marginado".

## Premios
Tristano fue escogido como el músico del año por la revista Metronome en 1947. También fue incluido en el salón de la fama de la revista Down Beat en 1979 y en el 2013 igualmente en los Premios del Salón de la Fama de los Grammy por su álbum Crosscurrents, de 1949. También fue añadido al Ertegun Hall of Fame en 2015.

## Discografía
Solo los álbumes están listados.

### Como líder/colíder
| Año en que se grabó | Título                                                          | Sello discográfico | Detalles |
| ------------------- | --------------------------------------------------------------- | ------------------ | --- |
| 1945–49             | Live at Birdland 1949                                           | Jazz               | Algunas pistas a piano solista; algunas pistas como quinteto, con Warne Marsh (saxofón tenor), Billy Bauer (guitarra), Arnold Fishkin (bajo), Jeff Morton (batería); en vivo; publicado en 1979 |
| 1949                | Crosscurrents                                                   | Capitol            | Algunas pistas como cuarteto, con Billy Bauer (guitarra), Arnold Fishkin (bajo), Harold Granowsky (batería); algunas pistas como sexteto, con Warne Marsh (saxofón tenor), Lee Konitz (saxofón alto) agregado posteriormente; algunas pistas como sexteto con Denzil Best (batería) remplazando a Granowsky; algunas pistas como quinteto, sin batería; publicado con grabaciones de Buddy DeFranco en 1972 |
| 1950                | Wow                                                             | Jazz               | Sexteto, con Warne Marsh (saxofón tenor), Lee Konitz (saxofón alto), Billy Bauer (guitarra), sin datos (bajo y batería); en concierto |
| 1951                | Chicago April 1951                                              | Uptown Jazz        | Sexteto, con Warne Marsh (saxofón tenor), Lee Konitz (saxofón alto), Willie Dennis (trombón), Burgher "Buddy" Jones (bajo), Dominic "Mickey" Simonetta (batería); en concierto; publicado en 2014 |
| 1951–66             | Descent into the Maelstrom                                      | Inner City         | Algunas pistas a piano solista; algunas pistas en trío, con Peter Ind (bajo), Roy Haynes (batería); algunas pistas en trío, con Sonny Dallas (bajo), Nick Stabulas (batería); publicado en la década de 1970 |
| 1952                | Live in Toronto                                                 | Jazz               | Quinteto, con Lee Konitz (saxofón alto), Warne Marsh (saxofón tenor), Peter Ind (bajo), Al Levitt (batería); en concierto |
| 1954–55             | Lennie Tristano                                                 | Atlantic           | Algunas pistas a piano solista; algunas pistas en trío, con Peter Ind (bajo), Jeff Morton (batería);algunas pistas como cuarteto, con Lee Konitz (saxofón alto), Gene Ramey (bajo), Art Taylor (batería); publicado en 1956 |
| 1955                | The Lennie Tristano Quartet                                     | Atlantic           | Cuarteto, con Lee Konitz (saxofón alto), Gene Ramey (bajo), Art Taylor (batería); en concierto; publicado en 1982 |
| 1955–56             | New York Improvisations                                         | Elektra            | Trío, con Peter Ind (bajo), Tom Weyburn (batería); publicado en 1983; también publicado como Manhattan Studio por el sello Jazz |
| 1958–64             | Continuity                                                      | Jazz               | Algunas pistas como cuarteto, con Warne Marsh (saxofón alto), Henry Grimes (bajo), Paul Motian (batería); otras pistas como quinteto, con Marsh (saxofón tenor), Lee Konitz (saxofón alto), Sonny Dallas (bajo), Nick Stabulas (batería); en concierto |
| 1961                | The New Tristano                                                | Atlantic           | A piano solista; publicado en 1962 |
| 1964–65             | Note to Note                                                    | Jazz               | Trío, con Sonny Dallas (bajo), Carol Tristano (batería añadida en 1993) |
| 1965                | Concert in Copenhagen                                           | Jazz               | A piano solista; en concierto |
| 1965                | Lennie Tristano Solo in Europe and Lee Konitz Quartet in Europe | Unique Jazz        | Algunas pistas a piano solista; algunas pistas como trío, con Niels-Henning Ørsted Pedersen (bajo), Connie Kay (batería) |
| 1965–74             | Betty Scott Sings with Lennie Tristano                          | Jazz               | Dúo, con Betty Scott (voz) |

## Como acompañante
| Año en que se grabó | Artista        | Nombre                       | Sello discográfico |
| ------------------- | -------------- | ---------------------------- | ------------------ |
| 1945                | Earl Swope     | The Lost Session             | Jazz Guild         |
| 1947                | Bill Harris    | A Knight in the Village      | Jazz Showcase      |
| 1947                | Varios         | Lullaby in Rhythm            | Spotlite           |
| 1947                | Varios         | Anthropology                 | Spotlite           |
| 1949                | Varios         | The Metronome All-Star Bands | RCA                |
| 1950                | Varios         | The Swing Era                | Harmony            |
| 1951                | Charlie Parker | More Unissued, Vol. 1        | Royal Jazz         |

Fuentes principales: